# ملعب البلدية الخضراء (البرازيل)
ملعب البلدية الخضراء (Estádio Arena do Município Verde) هو ملعب يقع في باراغوميناس، البرازيل. يتم استخدامه في الغالب لمباريات كرة القدم القدم ويستضيف مباريات
نادي باراغوميناس ‏ على أرضه. تبلغ سعة الملعب القصوى 10,000 شخص.